# Diotisalvi

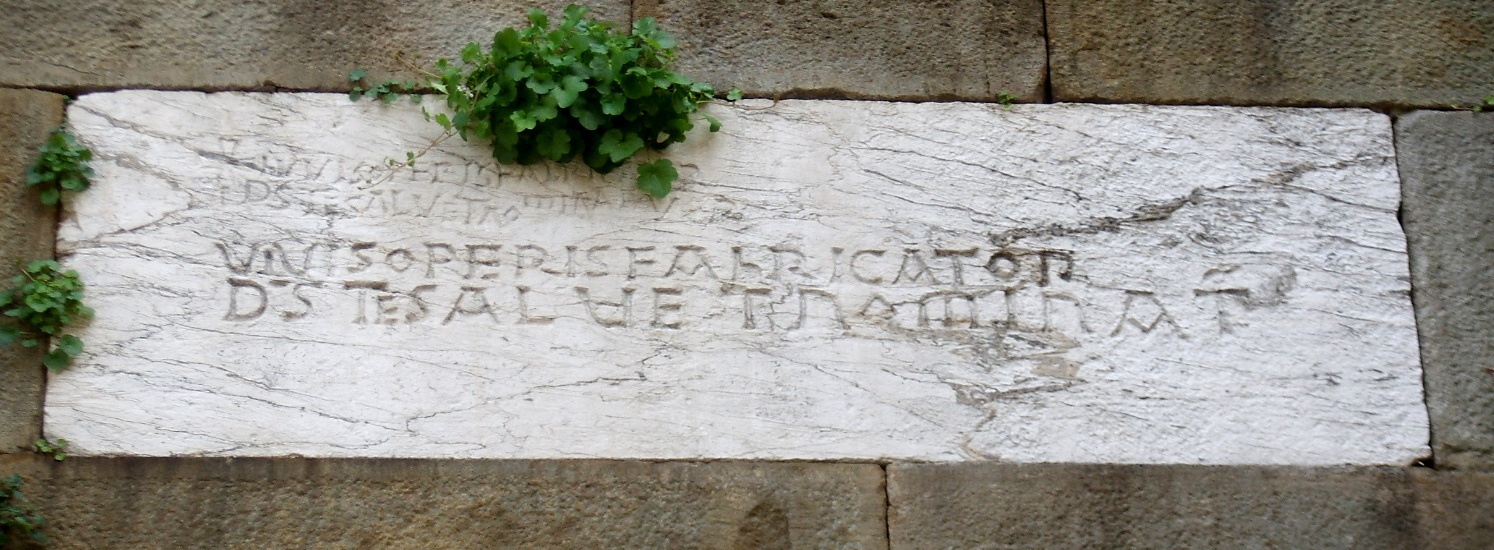
Lapide di Diotisalvi alla chiesa del Santo Sepolcro

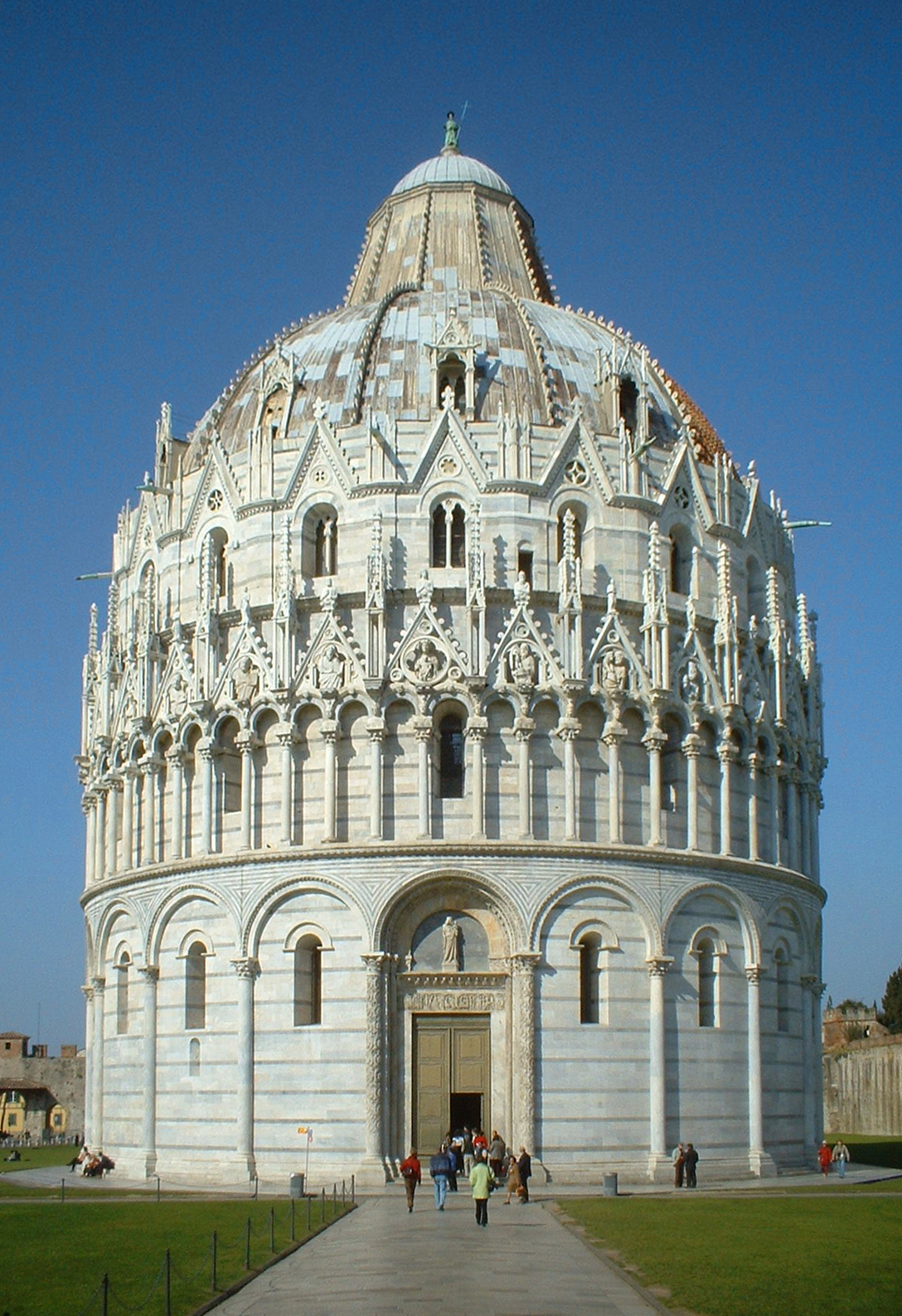
Il Battistero del duomo di Pisa. All'esterno solo la fascia inferiore è dell'epoca di Diotisalvi, mentre la punta in alto è un indizio della "cupola" a cono rovesciato, vera copertura della chiesa, piuttosto che la semisfera che funge da tiburio.

Diotisalvi, o Deotisalvi, dal latino medievale Deustesalvet (XII secolo – XII secolo), è stato un architetto italiano.

## Biografia
È soprattutto noto per essere l'architetto della fascia inferiore del Battistero di Pisa, in piazza del Duomo, come testimonia un'iscrizione in due parti su due pilastri interni dell'edificio, che riporta anche la data 1153:
Il Battistero venne continuato più di un secolo dopo da Nicola Pisano e terminato solo nel XIV secolo da suo figlio Giovanni Pisano.
Molti storici concordano sul fatto che già all'epoca di Diotisalvi il Battistero dovesse essere dotato di copertura e che gli interventi successivi di Nicola e Giovanni interessarono più che altro la superficie esterna, con il coronamento semisferico ben più tardo. La caratteristica "cupola" a cono rovesciato visibile dall'interno doveva infatti essere la caratteristica peculiare dell'edificio fin dal XII secolo, poiché cita con precisione la rotonda dell'Anastasis della basilica del Santo Sepolcro di Gerusalemme, secondo la ricostruzione terminata nel 1148. Pisa infatti aveva all'epoca forti scambi con la terra santa, ed era un punto di imbarco per i pellegrini. Tuttavia pare che il progetto originario di Diotisalvi portasse il Battistero ad assomigliare molto di più al suo precedente lavoro, la chiesa del Santo Sepolcro, ma poi, una volta che Nicola e Giovanni presero la direzione dei lavori lo modificarono aggiungendoci la caratteristica cupola e gli archi e pinnacoli in stile gotico.
Un altro lavoro di certa attribuzione è, sempre a Pisa, la chiesa del Santo Sepolcro (post 1113), dove si firma fabricator, cioè costruttore. Anche questa architettura aveva un forte legame con la terra santa, sia nel nome, sia nella struttura circolare, almeno della pianta interna, sia nella copertura con cupola impropria.
Tra le due opere Diotisalvi passò da costruttore a magister, per cui si presuppone che avesse affinato la sua professione in una scuola, verosimilmente nel cantiere della Cattedrale.
Diotisalvi è quindi il terzo architetto della piazza del Duomo del quale si conosca il nome, dopo Buscheto e Rainaldo, autori del duomo di Pisa, e a parte l'anonimo maestro che progettò il campanile. Alcuni attribuiscono la torre stessa a Diotisalvi, sulla base di alcune analogie architettoniche (i camminamenti che un tempo esistevano attorno al battistero) e moduli costruttivi, inoltre la costruzione di quest'ultima era iniziata durante l'edificazione del Battistero.
Altre opere a lui attribuite sono:
- La cappella di Sant'Agata, 1132
- Alcuni tratti delle mura di Pisa (dal 1154-55)
- Il campanile della chiesa di San Nicola, 1170.

## Galleria d'immagini

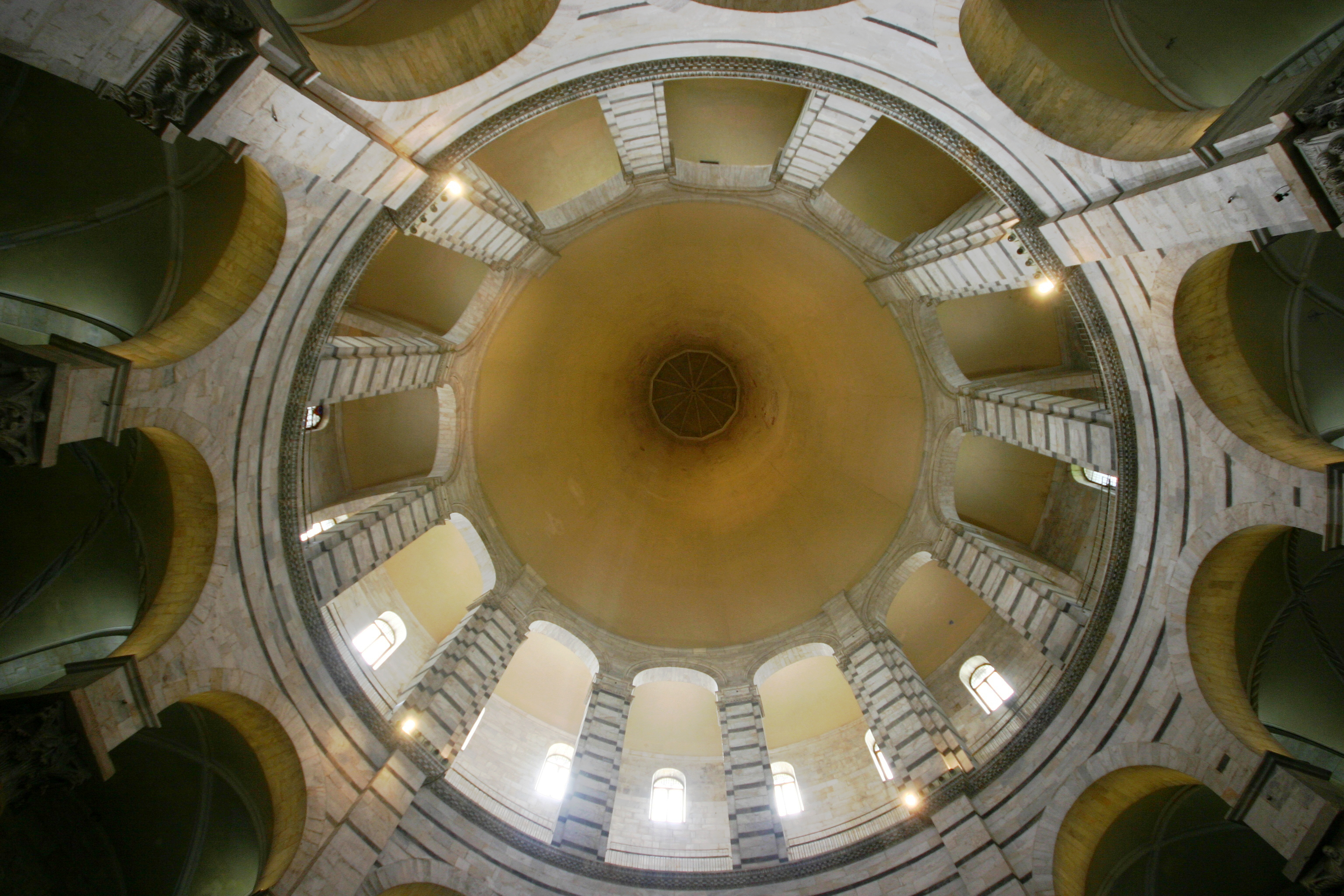
La cupola del Battistero
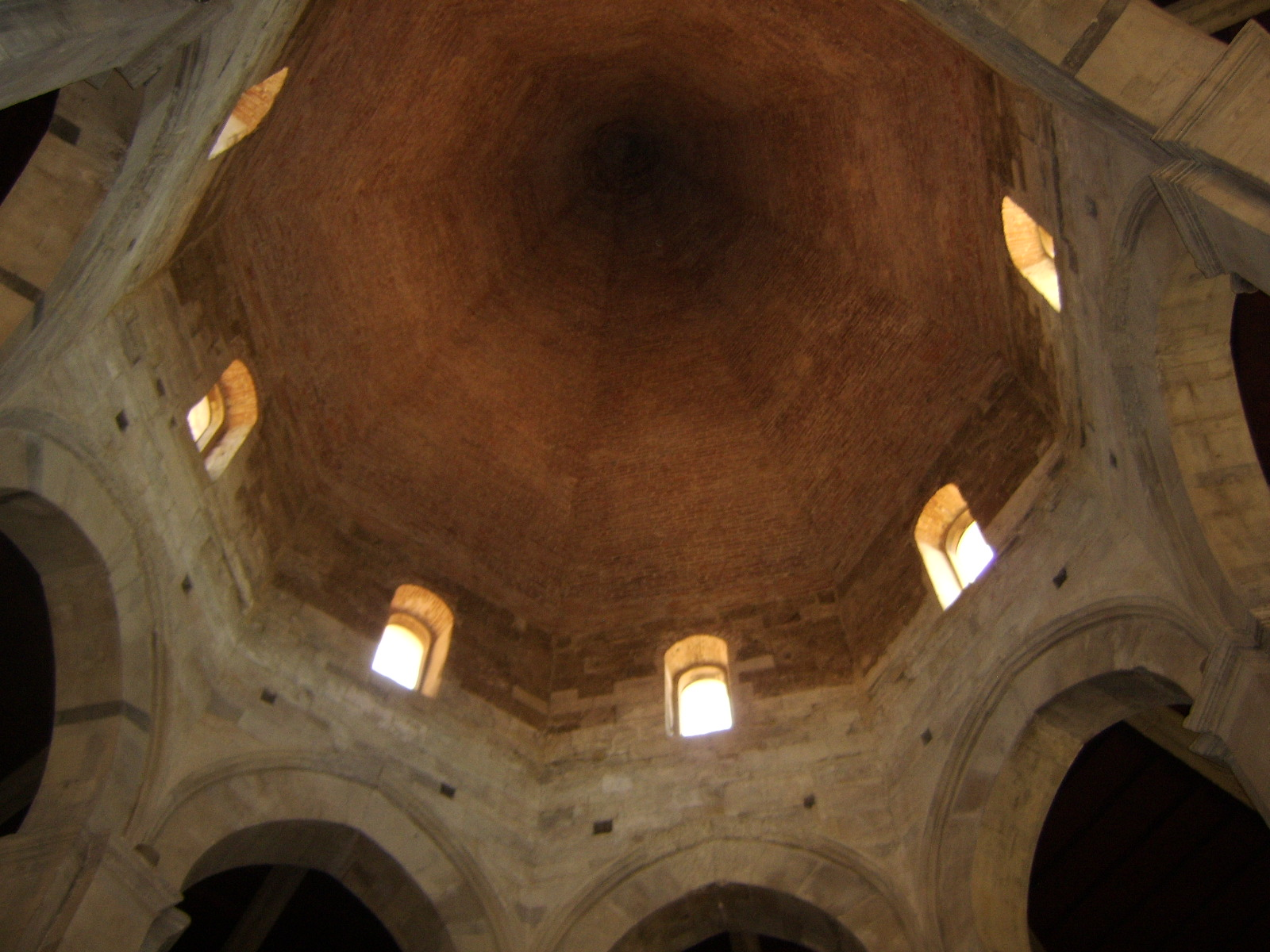
La cupola della chiesa del Santo Sepolcro
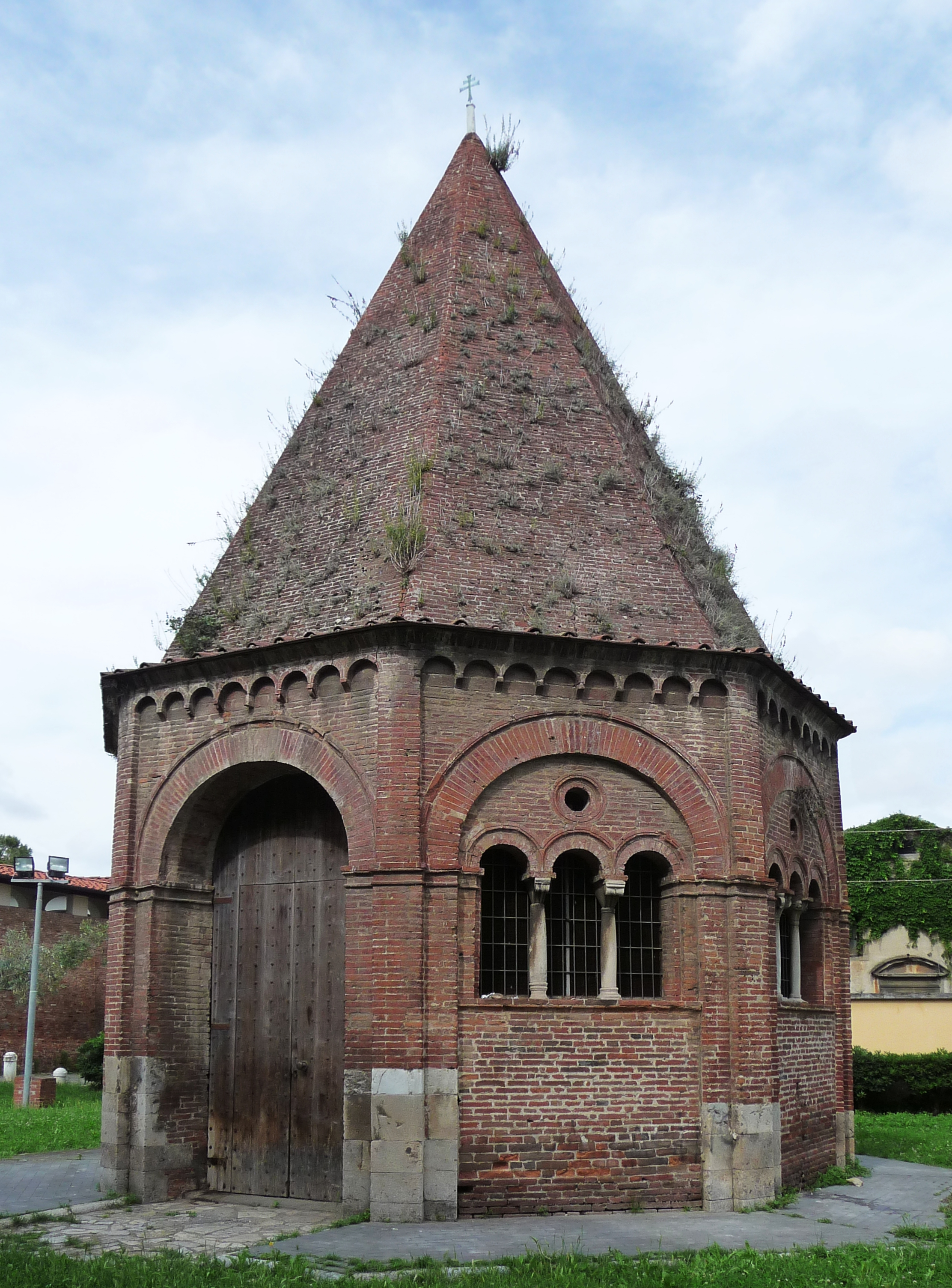
La cappella di Sant'Agata
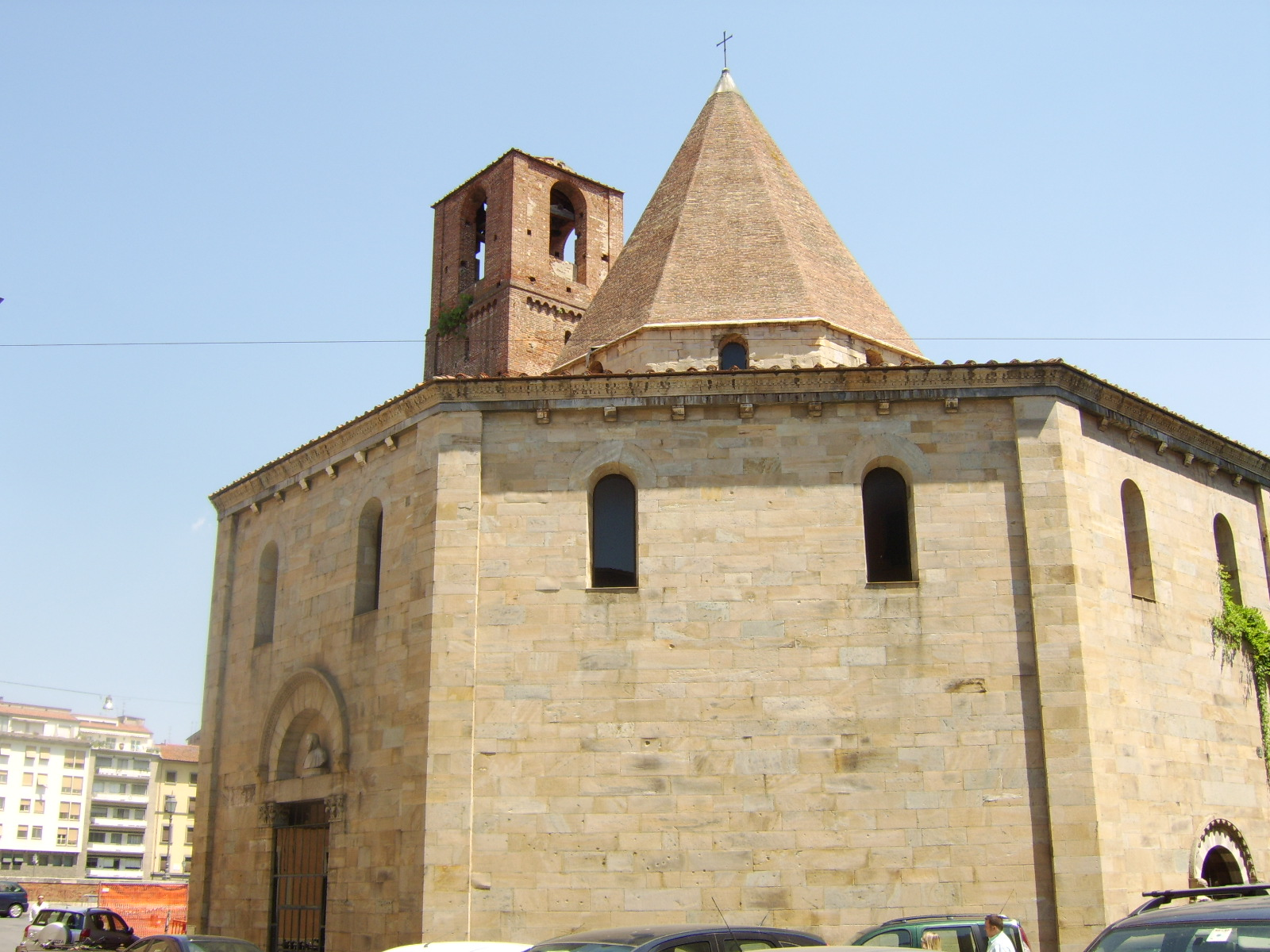
Chiesa del Santo Sepolcro
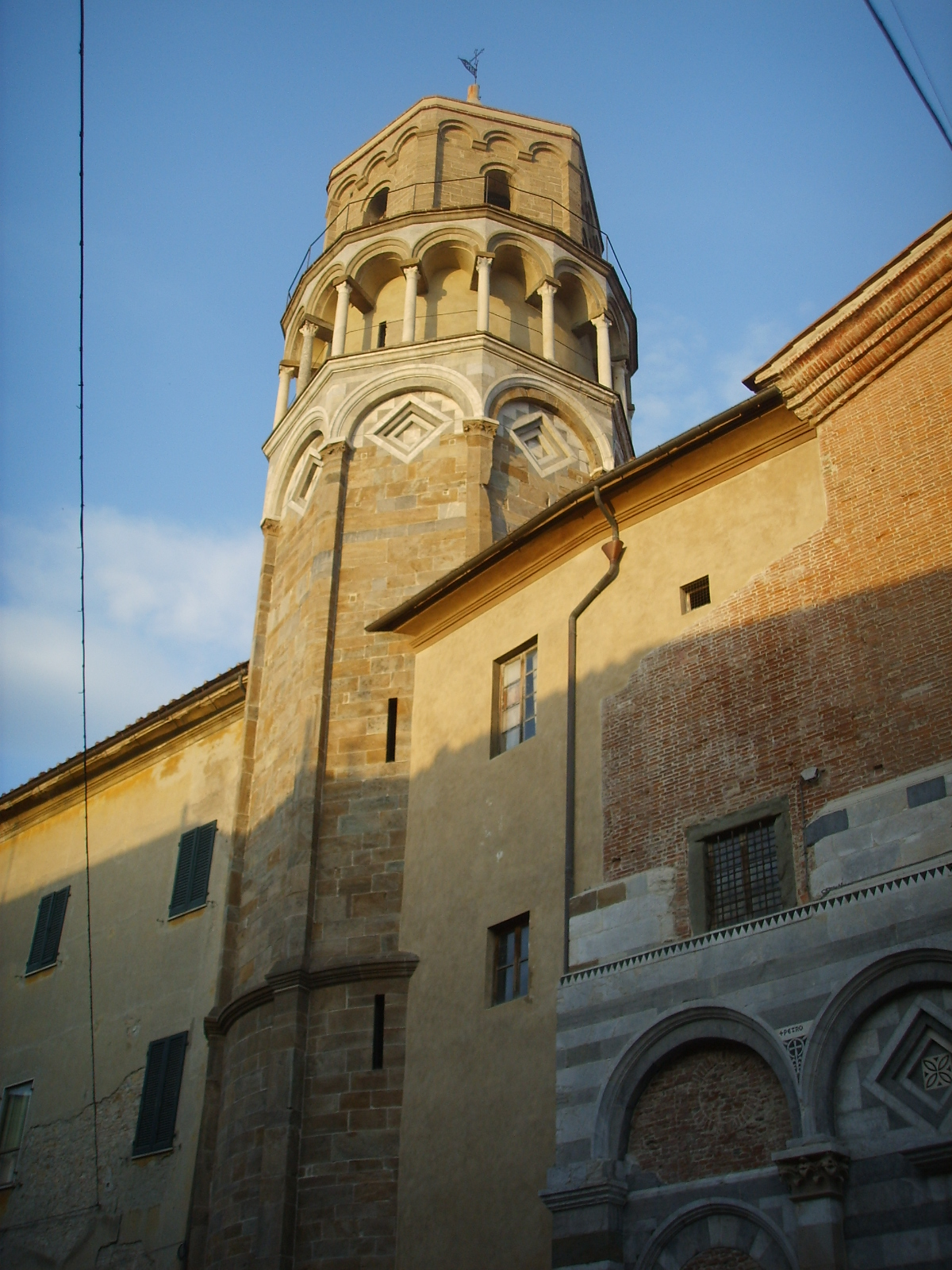
Campanile di San Nicola
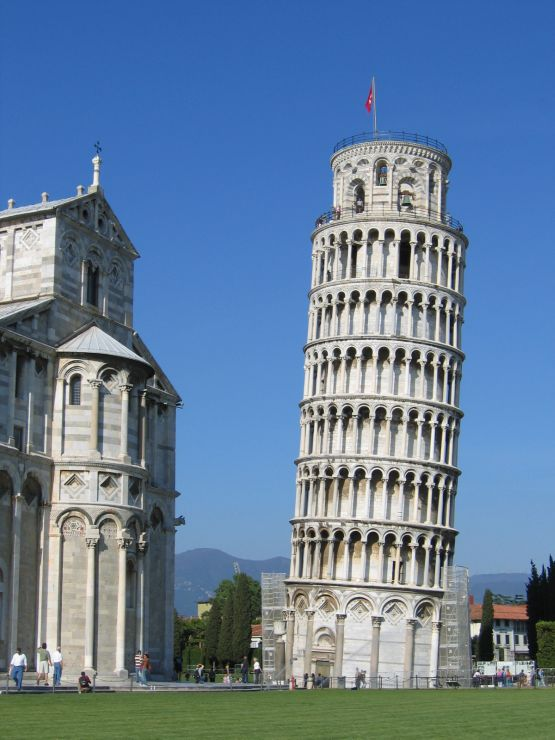
Campanile di Santa Maria